# 代谢功能障碍相关脂肪性肝病
代谢功能障碍相关脂肪性肝病（Metabolic Dysfunction Associated Steatotic Liver Disease，缩写MASLD），原称非酒精性脂肪肝病（Non-Alcoholic Fatty Liver Disease，缩写NAFLD），是指由于肝脏脂肪代谢紊乱导致脂肪堆积于肝脏内的一系列疾病。MASLD的范围从单纯的肝脏脂肪变性到伴有不同程度的纤维化和肝硬化。

## 流行病学
MASLD是欧美最常见的慢性肝病，其患病率迅速向全球蔓延。这一疾病的高发率与肥胖症、2型糖尿病、胰岛素抵抗、血脂异常等代谢紊乱密切相关。

## 诊断和分类
2023年，专家建议将NAFLD更名为MASLD，并为其制定了全新的诊断标准。新定义特别强调体重超标、胰岛素抵抗、血脂异常、2型糖尿病和代谢性炎症等因素在脂肪性肝病发病过程中的重要性，并指出干预这些代谢心血管危险因素对于防治肝病及其合并症的重要性。
MASLD包括多个疾病阶段，从单纯脂肪变性到非酒精性脂肪性肝炎（Non-Alcoholic Steatohepatitis, NASH），后者不仅有肝内脂肪堆积，还伴随肝脏肿胀、炎症和肝细胞受损，最终可能导致肝纤维化或肝硬化。

## 治疗与干预
目前尚无针对MASLD的有效药物治疗，因此生活方式干预成为治疗的主要措施。饮食调控和运动锻炼在MASLD的干预中起着重要作用。
尽管运动对MASLD患者的具体益处机制仍不完全明确，但通过代谢组学方法分析患者的脂肪组织、血浆、尿液和粪便样本，可以帮助确定不同类型的运动干预（不改变饮食）对人类MASLD相关代谢变化的影响。
饮食干预不仅涉及调整个别营养元素，还包括改变整体营养成分和比例，旨在改善代谢功能，减少肝脏脂肪堆积和炎症。